# 평화의 원자 은하
평화의 원자 은하(영어: Atoms for Peace Galaxy, NGC 7252)는 100만 년 전부터 두 은하와 상호 작용을 시작한, 물병자리에 위치한 특이 은하이다. 물병자리 방향으로 2억 2,200만 광년 떨어져 있다. 이것은 평화의 원자 은하로 불리는데 이는 이 은하의 순환 구조가 이 은하의 별에 의해 형성이 되었고, 이것이 다이어그램에서 보았을 때 원자핵을 중심으로 도는 전자의 형태를 띠기 때문에 불린다.

## 표준 정보
이 은하는 물병자리 방향에 위치해 있고 겉보기 등급 +12.7등성을 지닌다. 이 천체는 아마추어 천문학자나 천문가들에게 관심을 끌 정도로 밝다. 이 은하의 가스 순환 구조는 별에 의해 만들어진 특이한 구조를 지닌다. 그래서 할튼 아프의 특이 은하 목록 226번에 추가되었다.

### 이름 짓기
1953년 12월, 당시 미국 대통령 아이젠하워가 "평화를 위한 원자" 연설을 하였다. 이 연설의 내용은 원자, 그러니까 핵 에너지를 평화적으로 사용하자는 내용이 담겨 있다. 과학에서, 이 연설의 제목이 이 은하의 이름을 짓는 데 도움을 주게 된 꼴이다. 두 은하는 실제로 서로 은하의 중심핵과 나선팔이 상호 작용을 하고 있으며, 이것은 흡사 원자핵을 중심으로 도는 전자를 나타낸 다이어그램과 비슷하다고 한다.

### 흥미로운 점
이 은하는 사실 100만 년 전 두 은하가 충돌하여 생긴 은하이다. 이 은하의 충돌은 천문학자들에게는 나중에 우리 은하, 즉 은하수와 안드로메다 은하(M31)이 충돌할 수 있는 때를 알려준 계기가 되었다.

### X선 배출
X선을 배출하는 것이 이 은하에서 관측되었다. 이것은 활발한 활동이 진행 중인, 중간 질량 블랙홀이 있다는 뜻이다.

## 구조

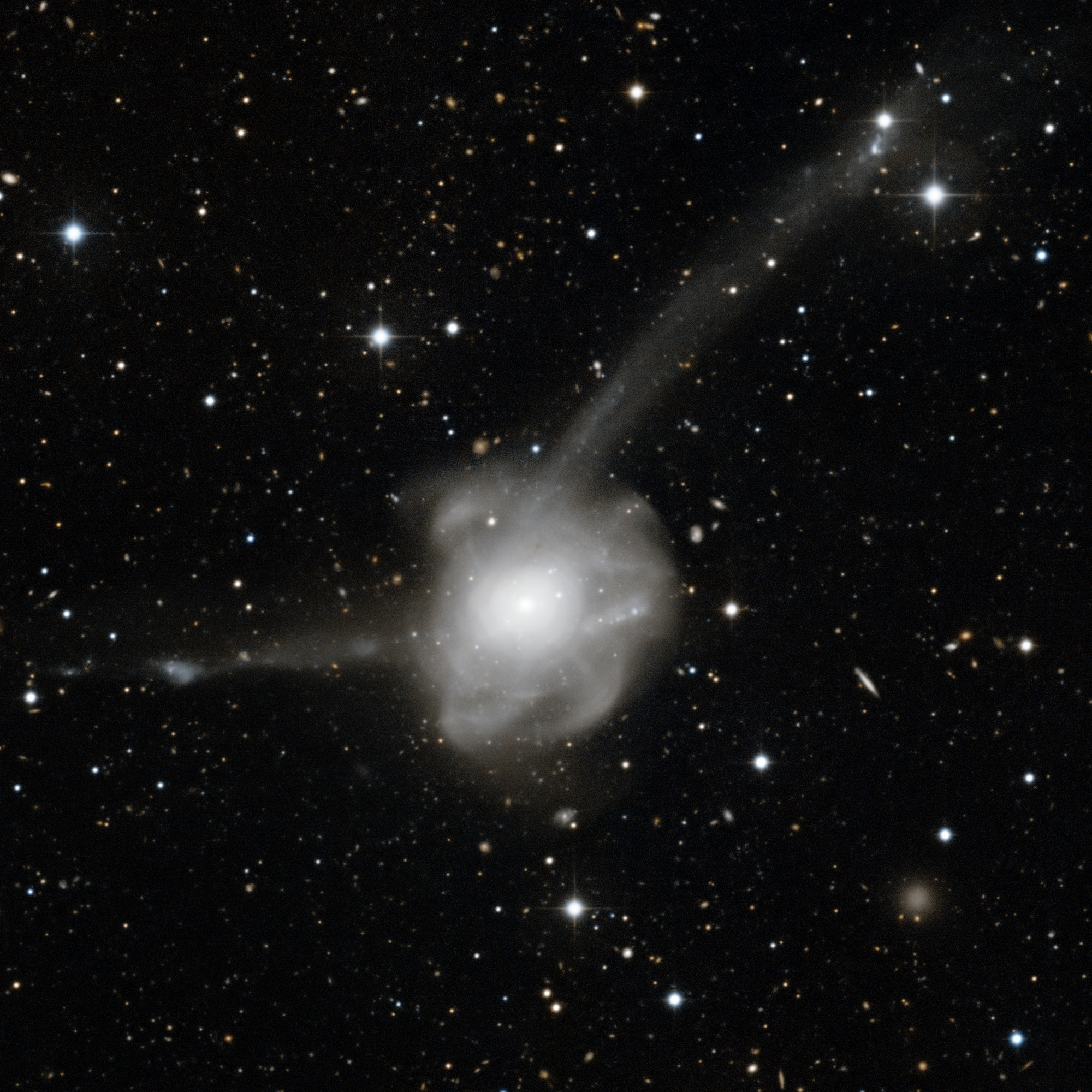
유럽 우주국(ESA)에서 관측한 평화의 원자 은하.

은하의 중심 지역에는 매우 밝은 별이 이루는 성단의 '고향'이 있고 때로는 젊은 별이 태어난다. 이 산개 성단은 이전의 두 은하가 100만 년 전 충돌할 때 가스가 폭발적으로 유입된 흔적이 남아 있어 별이 폭발적으로 생성 중임을 나타내는 '증거'가 된다. 바람개비 모양의 원반은, 은하의 중심에서 반대 방향으로 회전 중이며, 이것은 두 은하가 충돌한 후의 모습을 앞에서 본 모습(옆에서 본 edge-on이 아니다)으로 보이게 되었고, 아직 10,000광년 반경밖에 되지 않는다. 이 바람개비 모양의 원반은 두 은하가 충돌한 흔적으로 보이는 가장 유력한 증거이다. 수백만 년 뒤, 이 은하는 가스가 모두 소모되고 중심 영역에 원반이 겨우 존재하는 타원 은하의 형태로 보이게 될 것이다.